# Lois Smith

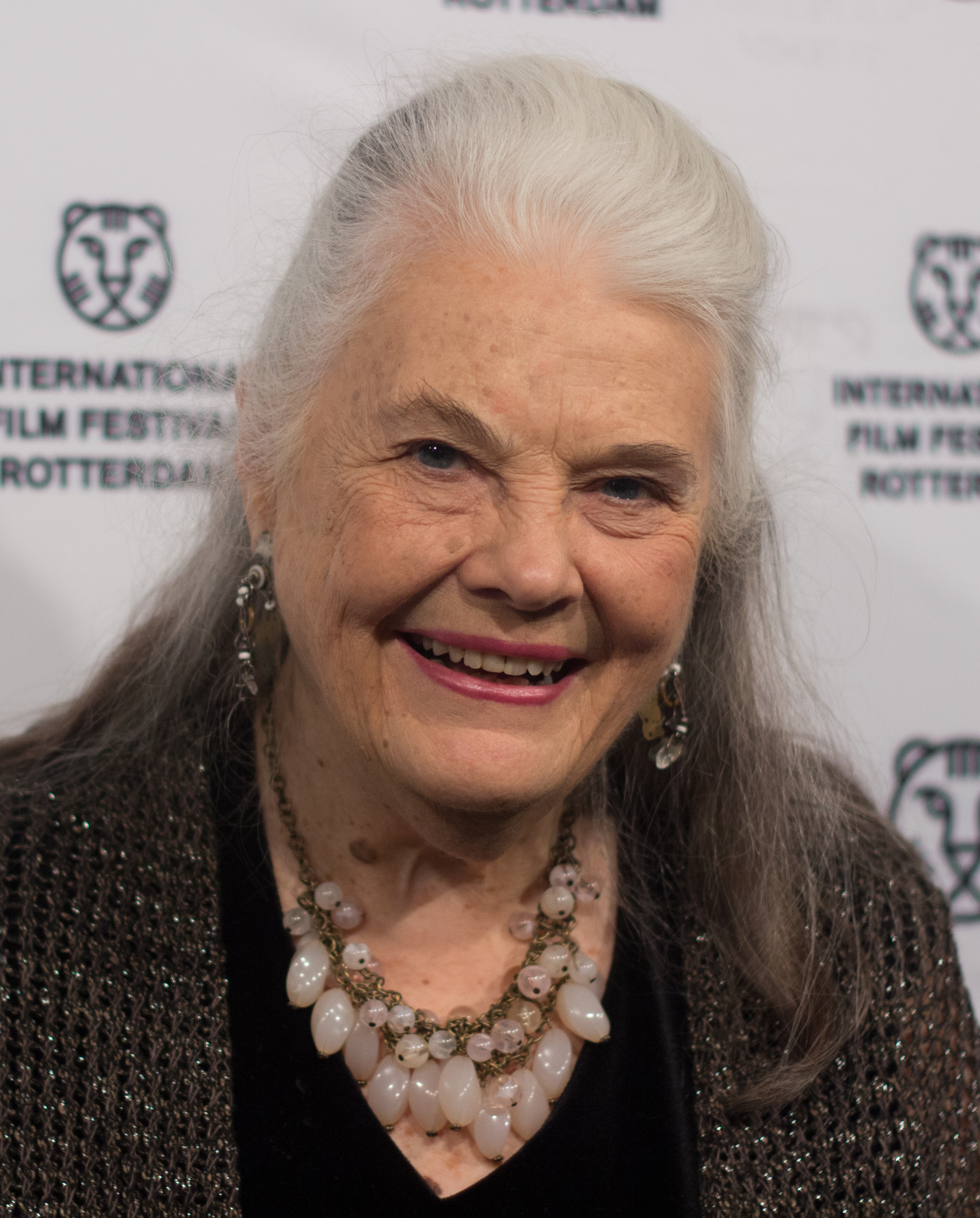
Lois Smith beim International Film Festival Rotterdam 2017

Lois Smith (* 3. November 1930 in Topeka, Kansas; eigentlich Lois Arlene Humbert) ist eine US-amerikanische Schauspielerin.

## Leben und Karriere
Lois Smith wurde als jüngstes von sechs Kindern im US-Bundesstaat Kansas geboren. Nach einem abgebrochenen Studium an der University of Washington erhielt sie ihre Schauspielausbildung Anfang der 1950er Jahre bei Lee Strasberg am renommierten New Yorker Actors Studio. 1952 gab sie ihr Debüt am Broadway in der Komödie Time Out for Ginger, im folgenden Jahr war sie erstmals im Fernsehen in einer Episode des Kraft Television Theatre zu sehen. Ihre erste Kinorolle erhielt sie 1955 von Star-Regisseur Elia Kazan, der Lois Smith als jugendliche Bordellkellnerin in seinem Filmklassiker Jenseits von Eden neben James Dean besetzte.
In der Folge konzentrierte sie sich hauptsächlich auf ihre Theaterkarriere am Broadway. Sie spielte unter anderem in der Uraufführung des Theaterstückes Orpheus Descending von Tennessee Williams. Sie übernahm auch Hauptrollen in mehreren Fernsehverfilmungen klassischer Stücke wie Baumeister Solneß und Fräulein Julie. Sie war zweimal für einen Tony Award nominiert: 1990 für ihre Rolle als Ma Joad in der Dramatisierung von Früchte des Zorns, 1996 für ihre Rolle in Vergrabenes Kind von Sam Shepard. Sehr erfolgreich war auch ihr Auftritt in einem Revival von Horton Footes Stück A Trip to Bountiful im Jahr 2005, wofür sie zahlreiche bedeutende Theaterpreise wie den Drama Desk Award und den Obie Award erhielt. Für ihr Lebenswerk beim Theater erhielt Smith einen weiteren Obie Award und wurde in die American Theater Hall of Fame aufgenommen. Sie ist langjähriges Mitglied der Steppenwolf Theatre Company in Chicago. 2021 gewann sie einen Tony Award als Beste Nebendarstellerin für ihre Darstellung einer Krankenpflegerin in dem Stück The Inheritance. Mit 90 Jahren wurde sie die älteste Person, die als Darsteller einen Tony Award gewinnen konnte.
Neben ihrer Theaterarbeit trat Smith in späteren Jahren wieder vermehrt als Film- und Fernsehschauspielerin in Erscheinung. Sie erhielt für ihre Rolle in Five Easy Pieces von Bob Rafelson 1970 den National Society of Film Critics Award. Ebenfalls große Bekanntheit erlangte sie mit dem Film Twister (1996), wo sie neben Helen Hunt und Bill Paxton die Rolle der Tante Meg spielte. Zwischen 2008 und 2011 spielte sie die Rolle der Großmutter Adele Hale Stackhouse in der HBO-Fernsehserie True Blood. In der siebten Staffel von Desperate Housewives übernahm sie für mehrere Folgen die Rolle von Tom Scavos Mutter. 2017 erhielt sie herausragende Kritiken für ihre Darstellung einer demenzkranken Frau in Marjorie Prime, die sich mit einer Roboterversion ihres verstorbenen Mannes unterhält. Sie erhielt für Marjorie Prime bei den Satellite Awards 2017 den Preis als Beste Nebendarstellerin. Ebenfalls 2017 spielte sie eine Nonne in dem für fünf Oscars nominierten Film Lady Bird. In den letzten Jahren wirkte Smith trotz ihres hohen Alters meist an gleich mehreren Film- und Fernsehproduktionen pro Jahr mit.
Smith war von 1948 bis zur Scheidung 1970 mit dem Lehrer Wesley Dale Smith verheiratet und hat ein Kind. Sie ist ordinierte Priesterin.

## Filmografie (Auswahl)
- 1953: Kraft Television Theatre (Fernsehserie, eine Folge)
- 1955: Jenseits von Eden (East of Eden)
- 1955: Aus dem Leben einer Ärztin (Strange Lady in Town)
- 1959: Startime (Fernsehserie, Folge 1x11)
- 1961–1964: Route 66 (Fernsehserie, 4 Folgen)
- 1962: Gnadenlose Stadt (Naked City, Fernsehserie, Folge 3x28)
- 1962: Preston & Preston (The Defenders, Fernsehserie, Folge 2x10)
- 1970: The Way we live now
- 1970: Five Easy Pieces – Ein Mann sucht sich selbst (Five Easy Pieces)
- 1972: Sandkastenspiele (Up the Sandbox)
- 1975–1977: The Doctors (Fernsehserie, 153 Folgen)
- 1976: Ein Haar in der Suppe (Next Stop, Greenwich Village)
- 1980: Jeanies Clique (Foxes)
- 1980: Der starke Wille (Resurrection)
- 1981: Vier Freunde (Four Friends)
- 1983: Die Macht der Mächtigen (Rage of Angels, Fernsehfilm)
- 1983: Ruben, Ruben (Reuben, Reuben)
- 1984: Jung und rücksichtslos (Reckless)
- 1984: Die unglaublichen Geschichten von Roald Dahl (Tales of the Unexpected, Fernsehserie, Folge 7x03)
- 1985: Protokoll einer Hinrichtung (The Execution of Raymond Graham, Fernsehfilm)
- 1985: Im Dschungel des Bösen (Doubletake, Miniserie, 2 Folgen)
- 1985/1987: Der Equalizer (The Equalizer, Fernsehserie, 2 Folgen)
- 1986: Der Babysittermörder (Twisted)
- 1987: Die schwarze Witwe (Black Widow)
- 1987: Eine verhängnisvolle Affäre (Fatal Attraction)
- 1988: Spenser (Spenser: For Hire, Fernsehserie, Folge 3x21)
- 1988: Midnight Run – Fünf Tage bis Mitternacht (Midnight Run)
- 1990: Green Card – Schein-Ehe mit Hindernissen (Green Card)
- 1991: Die besten Jahre (Thirtysomething, Fernsehserie, Folge 4x17)
- 1991: Babyswitch – Kind fremder Eltern (Switched at Birth, Miniserie)
- 1991: Der Mann meiner Frau (Hard Promises)
- 1991: Grüne Tomaten (Fried Green Tomatoes)
- 1992: Blut auf seidener Haut (Deadly Matrimony, Fernsehfilm)
- 1993: Sarah zwischen Land und Meer (Skylark, Fernsehfilm)
- 1993: Falling Down – Ein ganz normaler Tag (Falling Down)
- 1994: Holy Days (Holy Matrimony)
- 1995: Ein amerikanischer Quilt (How to Make an American Quilt)
- 1995: Dead Man Walking – Sein letzter Gang (Dead Man Walking)
- 1996: Twister
- 1996: Die dicke Vera (Larger than Life)
- 1997: Frasier (Fernsehserie, Folge 4x15 Der Todesengel)
- 1997: Unsere Liebe darf nicht sterben (Hudson River Blues)
- 1997: Practice – Die Anwälte (The Practice, Fernsehserie, Folge 2x13)
- 1998: Trance – Das Böse stirbt nie (Trance)
- 1999: Tumbleweeds
- 2000: Just Shoot Me – Redaktion durchgeknipst (Just Shoot Me!, Fernsehserie, Folge 4x21)
- 2001: Das Versprechen (The Pledge)
- 2001: Powder Keg (Kurzfilm)
- 2002: The Laramie Project (Fernsehfilm)
- 2002: Law & Order: Special Victims Unit (Fernsehserie, Folge 3x22 Aufgeklärt)
- 2002: Minority Report
- 2002: Ein Hauch von Himmel (Touched by an Angel, Fernsehserie, Folge 9x01)
- 2003: Red Betsy
- 2003–2004: Liebe, Lüge, Leidenschaft (One Life to Live, Fernsehserie, 15 Folgen)
- 2004: Alice Paul – Der Weg ins Licht (Iron Jawed Angels, Fernsehfilm)
- 2004: Criminal Intent – Verbrechen im Visier (Law & Order: Criminal Intent, Fernsehserie, Folge 3x16)
- 2004: P.S. – Liebe auf Anfang (P.S.)
- 2004: Cold Case – Kein Opfer ist je vergessen (Cold Case, Fernsehserie, Folge 2x02)
- 2005: Law & Order (Fernsehserie, Folge 15x22 Ein Pferd für drei Millionen)
- 2005: Sweet Land
- 2006: Die Hollywood-Verschwörung (Hollywoodland)
- 2006: Griffin & Phoenix (Griffin and Phoenix)
- 2006: Grey’s Anatomy (Fernsehserie, Folge 3x09 Verrat)
- 2007: Emergency Room – Die Notaufnahme (ER, Fernsehserie, 4 Folgen)
- 2007: Turn the River
- 2008: Memories to Go – Vergeben… und vergessen! (Diminished Capacity)
- 2008: Killshot
- 2008–2014: True Blood (Fernsehserie, 12 Folgen)
- 2010: Please Give
- 2010: Desperate Housewives (Fernsehserie, 2 Folgen)
- 2012: Das wundersame Leben von Timothy Green (The Odd Life of Timothy Green)
- 2012: Ruth & Erica (Fernsehserie, 7 Folgen)
- 2015: Run All Night
- 2016: The Nice Guys
- 2017: The Affair (Fernsehserie, Folge 3x07 Du kennst mich nicht)
- 2017: Marjorie Prime (Sprechrolle)
- 2017: The Blacklist (Fernsehserie, Folge 4x14 Der Architekt)
- 2017: Grace and Frankie (Fernsehserie, 2 Folgen)
- 2017: Younger (Fernsehserie, Folge 4x04 Pink ist das neue Schwarz)
- 2017: Lady Bird
- 2018: Sneaky Pete (Fernsehserie, 2 Folgen)
- 2019: Mom (Fernsehserie, Folge 6x20)
- 2019: The Son (Fernsehserie, 5 Folgen)
- 2019: On Becoming a God in Central Florida (Fernsehserie, 2 Folgen)
- 2019–2020: Ray Donovan (Fernsehserie, 4 Folgen)
- 2020: Uncle Frank
- 2020: Tesla
- 2021: The French Dispatch
- 2022: Mack & Rita
- 2022: Gossip Girl (Fernsehserie, Folge 2x02)
- 2023: This Fool  (Fernsehserie, Folge 2x06)
- 2024: The Uninvited
- 2024: Law & Order: Organized Crime (Fernsehserie, 3 Folgen)

## Preise und Nominierungen
- 1970: National Society of Film Critics Award für die beste Nebendarstellerin (Five Easy Pieces)
- 1990: Nominierung für den Tony Award als beste Darstellerin (The Grapes of Wrath)
- 1996: Nominierung für den Tony Award als beste Darstellerin (Buried Child)
- 2006: Drama Desk Award als beste Darstellerin (The Trip to Bountiful)
- 2007: Aufnahme in die American Theater Hall of Fame
- 2013: Obie Award für ihr Lebenswerk
- 2017: Nominierung als beste Schauspielerin für den Gotham Award (Marjorie Prime)[6]
- 2017: Auszeichnung als Beste Nebendarstellerin bei den Satellite Awards 2017 (Marjorie Prime)
- 2018: Nominierung als Beste Nebendarstellerin bei den Independent Spirit Awards 2018 (Marjorie Prime)
- 2021: Tony Award als beste Nebendarstellerin (The Inheritance)